# WNYC
WNYC est une station de radio américaine, non commerciale et de service public, diffusant ses programmes sur la ville de New York et son agglomération. WNYC fait plus précisément référence à deux stations distinctes : WNYC (AM), station diffusant en modulation d'amplitude (AM) sur 820 kHz, et WNYC-FM, station diffusant en modulation de fréquence (FM) sur 93,9 MHz. Les deux stations diffusent une programmation similaire mais distincte.
La station est affiliée au réseau de radiodiffusion public NPR. Elle est à ce titre nationalement connue aux États-Unis pour produire un certain nombre des programmes distribués par NPR à ses stations affiliées, notamment Studio 360, On the Media (en) et Radiolab.

## Histoire

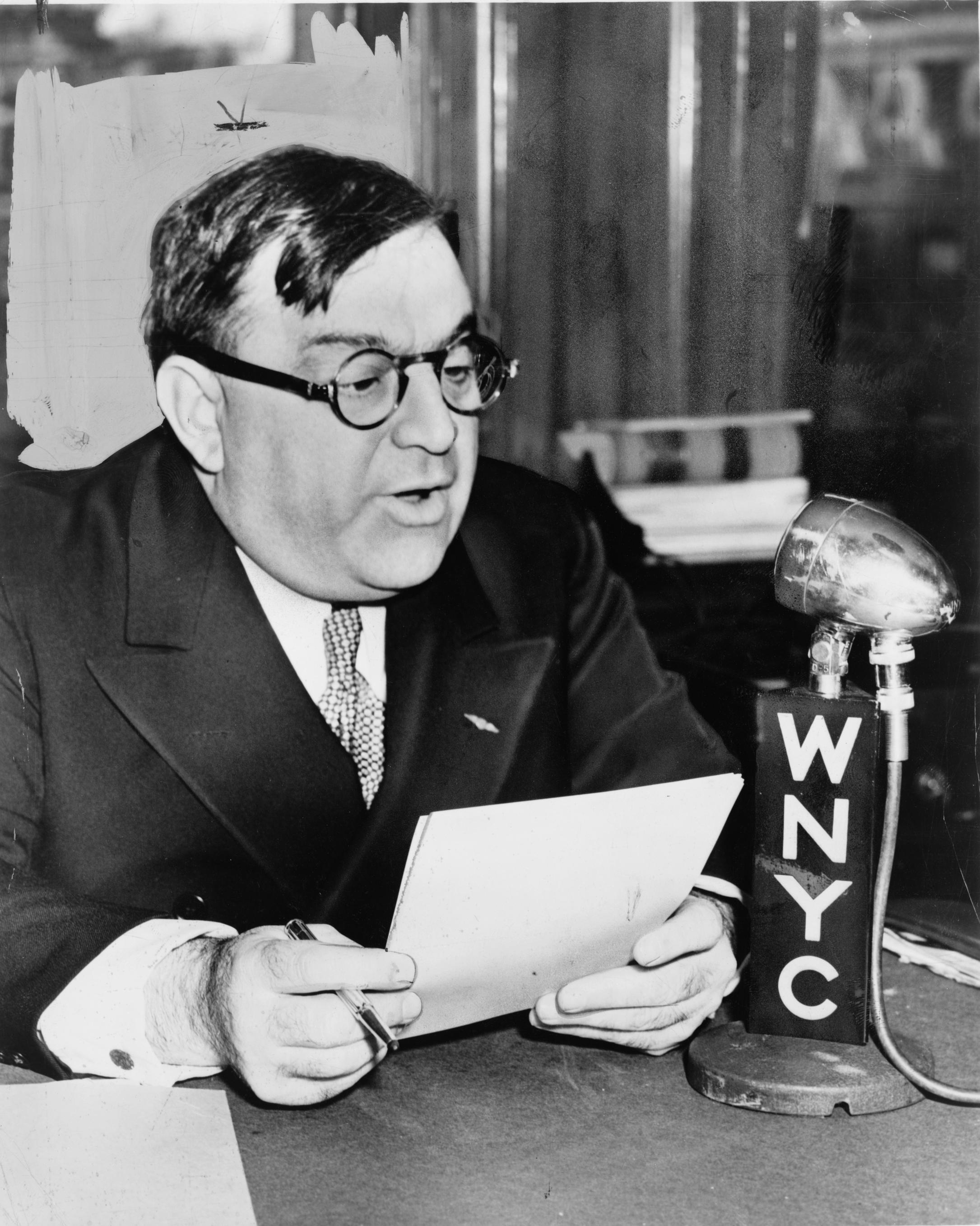
Fiorello LaGuardia, maire de New York, au micro de WNYC le 23 avril 1940.

Cette station a émis pour la première fois le 2 juin 1922. La fréquence FM fut ajoutée dès 1943. C'est une radio publique (Public radio en anglais) qui était la propriété de la ville de New York jusqu'en 1995. La station fut rachetée à cette date par des citoyens privés afin de poursuivre ses missions de service public. La ville de New York n'avait plus la volonté et les moyens financiers d'entretenir une telle entreprise.

## Programmation
Contrairement à bon nombre de stations qui diffusent majoritairement voire intégralement les programmes distribués par leur réseau d'affiliation, WNYC, bien qu'affiliée à différents réseaux, produit une grande partie de ses programmes. Les plus populaires d'entre eux peuvent être distribués nationalement via le réseau NPR. À cette programmation réalisée localement s'ajoutent des émissions proposées par différents réseaux publics, comme l'émission d'information All Things Considered distribuée par NPR, This American Life anciennement distribuée par PRI, ou encore A Prairie Home Companion distribuée par APM.

### Émissions actuelles
Parmi les émissions réalisées par WNYC, on compte :
- The Leonard Lopate Show, magazine d'information et de société animé par Leonard Lopate (en) ;
- The Brian Lehrer Show, magazine d'information et de société animé par Brian Lehrer (en) ;
- New Sounds, émission musicale quotidienne animée par John Schaefer depuis 1982[1],[2] ;
- Soundcheck, émission musicale quotidienne en semaine animée par John Schaefer depuis 2002[1] ;
- Radiolab, émission animée par Jad Abumrad et Robert Krulwich, distribué nationalement via le distributeur PRX ;
- Studio 360, émission sur l'actualité artistique et culturelle animée par le romancier Kurt Andersen, diffusée chaque jeudi à 20h00.

Parmi les émissions produites par d'autres stations, on compte :
- All Things Considered, émission d'information de NPR ;
- A Prairie Home Companion, émission animée par Garrison Keillor ;
- Here and Now (en), émission de la station WBUR de Boston (NPR), diffusé quotidiennement sur WNYC Grandes ondes et NJPR ;
- Morning Edition, matinale du réseau NPR ;
- This American Life, émission de la station WBEZ de Chicago (NPR), diffusée chaque mardi à 20h00 ;
- Wait Wait... Don't Tell Me!, jeu radiophonique de la station WBEZ de Chicago (NPR), diffusé chaque samedi à 16h00 ;
- Q, émission culturelle canadienne diffusée quotidiennement à 22h00.

### Anciennes émissions
- The Current Events Bee, premier jeu radiophonique américain, diffusé en 1926 et animé par H. V. Kaltenborn (en) ;
- Talk to the People, émission diffusée durant la Seconde Guerre mondiale et animée par le maire de New York Fiorello LaGuardia.